# Подводные лодки проекта 641Б «Сом»
Подводные лодки проекта 641Б «Сом» — серия советских дизель-электрических подводных лодок —Tango по классификации НАТО. Является модернизацией проекта 641. В 1971—1982 годах построено 18 лодок, прослуживших в ВМФ СССР и России до конца 1990-х годов.

## История проектирования и строительства
Проект 641Б спроектирован в ЦКБ МТ «Рубин». Главный конструктор З. А. Дерибин, с 1974 года — Ю. Н. Кормилицин. Подводные лодки проекта 641Б предназначены для ведения боевых действий на океанских коммуникациях и у отдаленных военно-морских баз и пунктов базирования сил противника. В число задач лодок этих проектов входит уничтожение надводных кораблей и средств противника, ведение дальней оперативной разведки, прикрытие своих конвоев и осуществление активных минных постановок.
С 1971 по 1982 год на судостроительном заводе «Красное Сормово» (Нижний Новгород) было построено 18 подводных лодок этого проекта, входившие в состав Черноморского и Северного флотов. По меньшей мере восемь лодок входили в состав 4-й эскадры Северного флота.

## Конструкция
По конструкции лодка выполнена двухкорпусной, имеет семь отсеков: первый — (носовой) торпедный; второй и четвёртый — носовой и кормовой аккумуляторные; третий — центральный пост; пятый — дизельный; шестой — электромоторный; седьмой — агрегатный и жилой. Первый, третий и седьмой отсеки приспособлены для эвакуации экипажа.
По сравнению с проектом 641, лодки проекта 641Б получили оживальные обводы лёгкого корпуса, оптимизированные для работы гидроакустических комплексов. Двухвальная энергетическая установка была заменена на трёхвальную, что обусловило высокую живучесть и отличную манёвренность корабля. Была проведена большая работа по снижению собственной шумности — установлены амортизирующие фундаменты, убраны все выступающие части лёгкого корпуса, применены шпигаты щелевого типа, весь корпус покрыт звукопоглощающим резиновым покрытием, за что корабли на флоте прозвали «резинками». Гребные винты были убраны в кольцевые насадки, также уменьшавшие шумность.
Проект 641Б получил новый гидроакустический комплекс МГК-400 «Рубикон», который, благодаря низкочастотному тракту, существенно повысил дальность обнаружения целей. Впервые на неатомных подводных лодках СССР была установлена БИУС — МВУ-110 «Узел», ранее испытанная на ПЛ Б-103 проекта 641 и позволявшая решать задачи целеуказания по пяти целям одновременно.
Все шесть торпедных аппаратов калибра 533 мм были размещены в носовом отсеке. Два «нижних» аппарата были оборудованы комплексом «Альбатрос» для стрельбы телеуправляемыми торпедами ТЭСТ-68 и ТЭСТ-71.
Головная лодка Б-433 имела станцию миноискания МГК-513 «Амфора». Подводная лодка Б-437 была оборудована гибкой погружной буксируемой антенной «Пеламида».

## Представители
| Лодка | Название                                        | Спуск на воду   | Вывод из состава флота | Современный статус |
| ----- | ----------------------------------------------- | --------------- | ---------------------- | --- |
| Б-443 |                                                 | май 1973        | 4 августа 1995         | разобрана на металл в 2003 году |
| Б-474 |                                                 | декабрь 1974    | 12 октября 1995        | разобрана на металл. |
| Б-437 | «Магнитогорский комсомолец»                     | сентябрь 1975   | 1 ноября 2001          | в 2001 году находилась в акватории завода Нерпа, в ожидание утилизации |
| Б-498 |                                                 | декабрь 1975    | 4 августа 1995         | разобрана на металл в 2003 |
| Б-515 |                                                 | 29.04.1976      | 10.04.2002             | музейный экспонат в Гамбурге под обозначением U-434 |
| Б-519 |                                                 | декабрь 1976    | 4 августа 1995         | отбуксирована на утилизацию в Угольную гавань Санкт-Петербурга |
| Б-290 |                                                 | сентябрь 1977   | 4 августа 1995         | ожидает утилизации в Кронштадте |
| Б-303 |                                                 | декабрь 1977    | 4 августа 1995         | разобрана на металл до 1999 |
| Б-146 | Комсомолец Казахстана                           | сентябрь 1978   | 22 января 1998         | разобрана на металлолом |
| Б-546 |                                                 | декабрь 1978    | 1998                   | В 2002 поставлена в отстой г. Полярный, позже утилизирована |
| Б-30  |                                                 | октябрь 1979    | 1998(2001???)          | ??? |
| Б-215 |                                                 | декабрь 1979    | 6 октября 1997         | ожидает утилизации в Полярном |
| Б-396 | «Новосибирский комсомолец»                      | сентябрь 1980   | 22 января 1998         | музейный экспонат в Москве |
| Б-307 |                                                 | 30 декабря 1979 | с 2004                 | музейный экспонат в Тольятти |
| Б-319 | «Комсомолец Чувашии»                            | сентябрь 1981   | 22 января 1998         | разобрана. Рубка установлена в г. Полярный как часть мемориального комплекса |
| Б-225 |                                                 | декабрь 1981    | 22 января 1998         | разобрана на металл |
| Б-312 |                                                 | июль 1982       | 16 марта 1998          | продана как металлолом |
| Б-380 | «Горьковский комсомолец» «Святой князь Георгий» | декабрь 1982    | 29 апреля 2016         | В 2020 году разделана на металл в Инкермане. Отреставрированная рубка ПЛ 380 — музейный экспонат в Подмосковье (в составе экспозиции подводного флота ВМФ СССР на территории отеля Мистраль). |

## Оценка проекта
ПЛ проекта 641Б «Сом» были весьма современными для 1970—1980 годов. Наличие мощного гидроакустического комплекса, боевой информационно-управляющей системы и телеуправляемого оружия делало их намного более эффективными по сравнению с предыдущим проектом 641. Фактически проект 641Б стал переходным между вторым и третьим поколениями подводных лодок. Пришедшие на смену «Сомам» и строившиеся с 1982 года ДЭПЛ проекта 877 «Палтус» оказались более совершенными и после ряда модернизаций остаются основным проектом российских ДЭПЛ даже в XXI веке.
«Сомы» также, как и предшественницы проекта 641, привлекались к несению службы в Средиземном море с целью обнаружения атомных подводных лодок ВМС США и слежения за ними, но к этому времени количество американских ПЛ в Средиземном море сильно снизилось в связи с переносом районов боевого дежурства.

## Современный статус
Все лодки этого проекта выведены из боевого состава ВМФ к концу 1990-х — началу 2000-х годов. Три подводных лодки проекта 641Б сохранены как музейные корабли:
- Б-396 «Новосибирский комсомолец», установлена в музейно-мемориальном комплексе истории военно-морского флота России в районе парка «Северное Тушино», Москва.
- Б-307 можно увидеть в Тольятти, в техническом музее «АвтоВАЗа». Лодка была доставлена с места службы целиком на подвесных понтонах.
- Б-515 была выкуплена иностранной фирмой и переоборудована в музей в Гамбурге.

Рубка Б-319 установлена в качестве памятника в Полярном. Рубка Б-380 находится в составе Музейной экспозиции истории подводного флота СССР в Московской области, на территории отеля «Мистраль».
- Б-515. U-434 музейный экспонат в Гамбурге.
- Б-396 «Новосибирский комсомолец» в Музее ВМФ, Москва
- Б-307 в музее АвтоВАЗа, Тольятти
- Б-319, Полярный